# César Ojeda
César Raúl Ojeda (Buenos Aires, 14 de noviembre de 1907 - 28 de septiembre de 1991) fue un militar argentino que comandó la Fuerza Aérea Argentina y fue ministro de Aeronáutica durante la Presidencia de Juan Domingo Perón.

## Biografía
Cursó la carrera militar y obtuvo el título de aviador militar en 1930; egresó de la Escuela Superior de Guerra en 1937. Fue profesor de pilotaje en la Escuela de Aviación Militar y profesor de táctica en la Academia del Estado Mayor de Ejército.
Tras la Revolución del 43, fue llamado por orden de Juan Domingo Perón a organizar la futura Fuerza Aérea Argentina; las primeras medidas que logró fueron la separación de la Fábrica Militar de Aviones de la dependencia de Fabricaciones Militares, la creación de la Dirección Nacional de Aviación Civil y la transformación de la Escuadrilla Aérea del Colegio Militar en Escuela de Aviación Militar, con sede en Córdoba. Fracasaría, en cambio, en incorporar a la Aviación Naval de la Armada Argentina. Fue secretario del Comando en Jefe de Aeronáutica en 1944, como segundo del brigadier Bartolomé de la Colina, subsecretario de aeronáutica en 1945, director de la Escuela Superior de Guerra ese mismo año, y secretario interino de aeronáutica en 1948.
En 1949, fue nombrado ministro de Aeronáutica, cargo que conllevaba el representante político de la Fuerza Aérea Argentina. Fue parte del Consorcio Industrial para la Producción Automotriz. Fue también uno de los impulsores de la creación de Industrias Aeronáuticas y Mecánicas del Estado (IAME), que llegó a fabricar más de 20 mil motores y varios modelos de tractores, camiones, motos y automóviles. Bajo su mandato de secretario se fabricó el Pulqui I, primer avión a reacción fabricado en América Latina, y, durante su mandato como ministro, el Pulqui II.
El Aeropuerto Brigadier Mayor César Raúl Ojeda, de la ciudad de San Luis, lleva su nombre en honor a este aviador, bajo cuyo mandato fue construido y habilitado.